# Rárkkajávri
Rárkkajávri, enligt tidigare ortografi Rarkajaure, är en sjö i Gällivare kommun i Lappland och ingår i Luleälvens huvudavrinningsområde. Sjön har en area på 0,981 kvadratkilometer och ligger 656 meter över havet. Rárkkajávri avvattnas av ett 1 km långt namnlöst vattendrag.

## Delavrinningsområde
Rárkkajávri ingår i det delavrinningsområde (755453-156882) som SMHI kallar för Mynnar i Sitasjaure. Medelhöjden är 751 meter över havet och ytan är 8,44 kvadratkilometer. Det finns inga avrinningsområden uppströms utan avrinningsområdet är högsta punkten. Vattendraget som avvattnar avrinningsområdet har biflödesordning 6, vilket innebär att vattnet flödar genom totalt 6 vattendrag (Sunddegorži, Suorggejohka, Tjävrráädno, Viedásädno, Stora Luleälven och Luleälven) innan det når havet efter 400 kilometer. Avrinningsområdet består mestadels av öppen mark (13 procent) och kalfjäll (64 procent). Avrinningsområdet har 1,92 kvadratkilometer vattenytor vilket ger det en sjöprocent på 22,7 procent.